# Praszat Kravan
Praszat Kravan vagy Prasat Kravan – a „Kardamom Templom” – 10. századi hindu templom Angkorban,  Kambodzsában. A korai khmer építészeti stílust idéző, Visnunak szentelt templom 921-924 között épült I. Harsavarman (910-923) és Iszanavarman (923-928) főtisztviselők kormányzása idején. A Srah Srang baraj déli oldalán álló templom, öt visszafogottan díszített tornyos téglaszentélyből állt.
A központi torony alapja 6×6 méteres, a többi szentélyé 4,7 méteres. A viszonylag kis méretű szentélyegyüttes néhány egyedülálló téglaszobrot és közvetlenül az agyagfalból kifaragott Visnut és hitvesét Laksmit, garudákat és virágokat ábrázoló domborművet rejt. A templom keleti oldalát kőoroszlánok védik.  Praszat Kravan eredeti neve ismeretlen. Mai elnevezését a környezetében növő kardamom-fákról kapta, amelyek az angkori régészeti területnek csak ezen a részén találhatók. Az épületet az École française d'Extrême-Orient (EFEO) francia régészei restaurálták a 19. század közepén.

## Külső hivatkozások
- APSARA – Kravan (angol)
- Angkor – Prasat Kravan (angol)